# Fulco di Verdura
Fulco di Verdura, egentligen Fulco Santostefano della Cerda, hertig av Verdura, och markis av Murata la Cerda, född 20 mars 1898 utanför Palermo, Sicilien, Italien, död 15 augusti 1978 i London, Storbritannien, var en framstående italiensk juvelerare. 
Fulco di Santostefano della Cerda växte upp i en aristokratisk familj i Villa Niscemo utanför Palermo. Han fick överta titeln hertig av Verdura vid sin fars död 1920. Hans kusin, Giuseppe Tomasi di Lampedusa, skrev en omtalad roman om familjen – Leoparden. Fulco di Verdura blev introducerad till modeskaparen Coco Chanel genom den gemensamme vännen musikern Cole Porter. Fulco di Verdura började skapa smycken tillsammans med Chanel och han blev känd för Chanels breda armband, prydda med färggranna malteserkors.